# باريس بحسب موسى (فلم)
باريس بحسب موسى (بالفرنسية: Paris selon Moussa)، هُو فيلم دراما فرنسي غيني صدر سنة 2003، وقد أخرجه الشيخ دوكوري وأنتجته دانييل ريان.

## وصلات خارجية
- مقالات تستعمل روابط فنية بلا صلة مع ويكي بيانات